# Hermenegildo García
Hermenegildo García Marturell (11 settembre 1968) è un ex schermidore cubano, vincitore di una medaglia d'argento nella scherma ai giochi olimpici.